# Борлешть (Сату-Маре)
Борлешть, Борлешті (рум. Borlești) — село у повіті Сату-Маре в Румунії. Входить до складу комуни Помі.
Село розташоване на відстані 419 км на північний захід від Бухареста, 35 км на схід від Сату-Маре, 102 км на північ від Клуж-Напоки.

## Населення
За даними перепису населення 2002 року у селі проживали 902 особи. Рідною мовою 897 осіб (99,4%) назвали румунську.
Національний склад населення села:
| Національність | Кількість осіб | Відсоток |
| -------------- | -------------- | -------- |
| румуни         | 890            | 98,7%    |
| цигани         | 7              | 0,8%     |